# Eustenogaster calyptodoma
Eustenogaster calyptodoma är en getingart som först beskrevs av Sakagami och Yoshik. 1968.  Eustenogaster calyptodoma ingår i släktet Eustenogaster och familjen getingar. Inga underarter finns listade i Catalogue of Life.